# 제이슨 로저스 (펜싱 선수)
제이슨 니컬러스 로저스(영어: Jason Nicholas Rogers, 1983년 4월 14일~)는 미국의 전직 펜싱 선수로 주 종목은 사브르이다. 2008년 하계 올림픽에서 남자 사브르 단체전 은메달을 획득했다.